# Trata, Borovlje
Trata (nemško Tratten) je naselje v Občini Borovlje v Okraju Celovec-dežela na Koroškem v Avstriji.